# Rio Feitoria
O rio Feitoria é um afluente do Rio Cadeia, que por sua vez é afluente do Rio Caí e assim pertence a Bacia do rio Guaíba, maior bacia hidrográfica do Rio Grande do Sul.
Sua nascente localiza-se no município de Santa Maria do Herval, compreendendo afluentes dos municípios de Santa Maria do Herval, Morro Reuter, Sapiranga, Dois Irmãos, Ivoti, Estância Velha e Lindolfo Collor, sendo que no último desagua no Rio Cadeia.